# 布勒角
53°59′S 37°22′W / 53.983°S 37.367°W

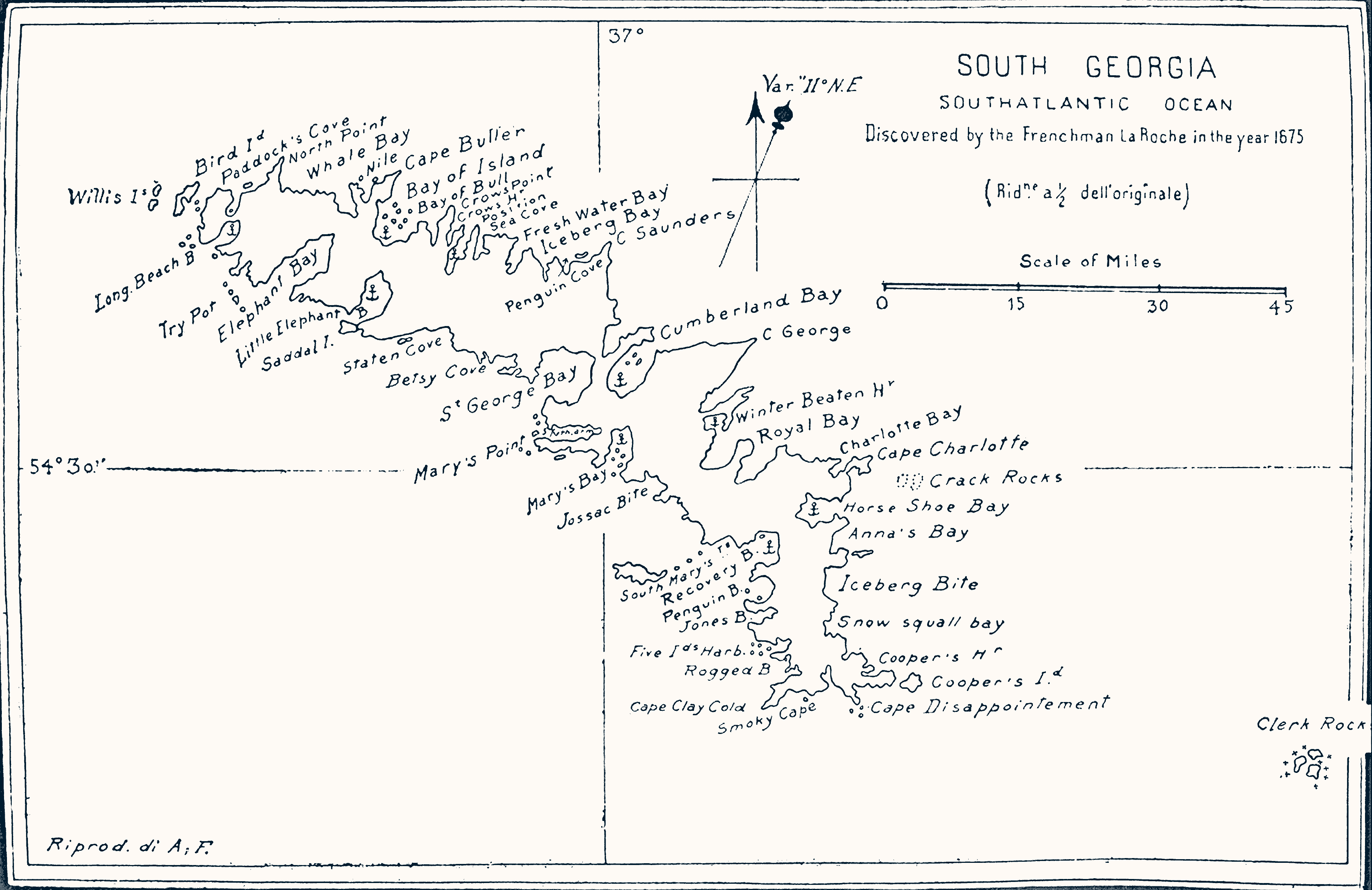

布勒角（英語：Cape Buller）是南極洲的海岬，位於南喬治亞島北岸，是島嶼灣入口處的西部，在1775年由詹姆斯·庫克率領的英國探險隊發現和命名。